# Breedsnavelelfje
Het breedsnavelelfje (Chenorhamphus grayi, synoniem: Malurus grayi) is een zangvogel uit de familie van de Maluridae (elfjes). Dit elfje is een endemische vogelsoort uit Nieuw-Guinea.

## Beschrijving
Het breedsnavelelfje is 13 cm lang en heeft, zoals de naam al aangeeft, een opvallend brede snavel. Zowel mannetje als vrouwtje en onvolwassen vogels hebben een opvallende donkere oogstreep en een even opvallende lichte wenkbrauwstreep. Boven op de kop zijn de mannetjes vuilgrijs en de vrouwtjes donkergrijs. Verder is de vogel blauwachtig grijs op de rug en op de bovenkant van de staart. Het Bosavi-elfje (Chenorhamphus campbelli), dat in plaats van blauwachtig meer olijfbruin gekleurd is, werd tot 2011 beschouwd als een ondersoort van het breedsnavelelfje. Beide soorten zijn sinds 2011 geplaatst in een eigen geslacht Chenorhamphus.

## Verspreiding en leefgebied
Het breedsnavelelfje komt voor in Papoea (Indonesië) en Papoea-Nieuw-Guinea, tot aan het stroomgebied van de Sepik. Het is een vogel van dicht struikgewas aan de rand van bossen of op open plekken in het bos waar bomen zijn omgevallen, in laagland en heuvelland tot 1100 m boven de zeespiegel.

## Status
Het breedsnavelelfje heeft een ruim verspreidingsgebied en daardoor is de kans op de status kwetsbaar (voor uitsterven) niet zo groot. De soort gaat wel in aantal achteruit. Echter, het tempo ligt onder de 30% in tien jaar (minder dan 3,5% per jaar). Om deze redenen staat het breedsnavelelfje als niet bedreigd op de Rode Lijst van de IUCN.